# Diastella
Diastella (лат.) — род цветковых растений семейства Протейные, в который входят небольшие кустарники. Название рода происходит от древнегреческого diastellein («разделять»), что связано с разделёнными долями околоцветника (у цветков имеется четыре отдельных сегментов); это отличает род от близкого рода леукоспермум. Всего в роде насчитывается семь видов.
Эндемики Капской области Южной Африки. Многие виды находятся на грани исчезновения.

## Виды
Следующие виды и подвиды относят к роду:
- Diastella buekii (Gand.) Rourke
- Diastella divaricata  (P.J.Bergius) Rourke
  - Diastella divaricata subsp. divaricata
  - Diastella divaricata subsp. montana Rourke
- Diastella fraterna  Rourke
- Diastella myrtifolia  (Thunb.) Salisb. ex Knight
- Diastella parilis  Salisb. ex Knight
- Diastella proteoides  (L.) Druce
- Diastella thymelaeoides  (P.J.Bergius) Rourke
  - Diastella thymelaeoides subsp. thymelaeoides
  - Diastella thymelaeoides subsp. meridiana Rourke